# 윈체스터 (회사)

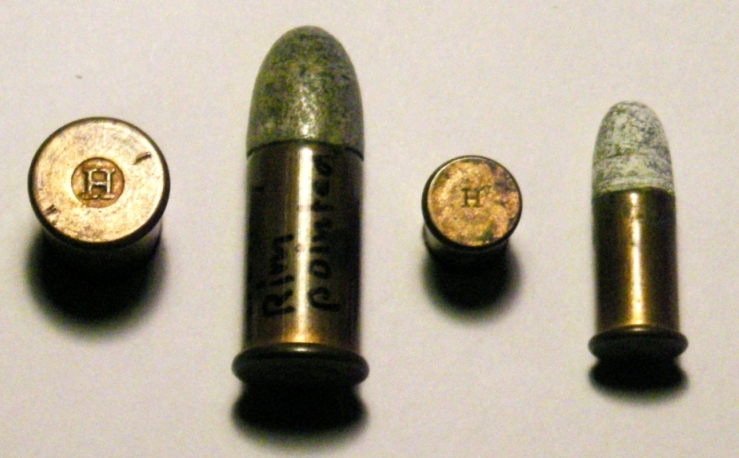
윈체스터 탄약통 .44 및 .32 카트리지

윈체스터(영어: Winchester Repeating Arms Company 윈체스터 리피팅 암스 컴퍼니[*], 윈체스터 연발총 제조회사)는 연발총과 탄약을 제조했던 미국의 저명한 제조 기업으로, 지금은 운영하지 않는다. 윈체스터는 1866년 올리버 웬치스터에 의해 설립되었으며 코네티컷주 뉴헤이븐에 위치했다. 그리고 1931년 리시버제도에 들어갔으며 올린 코퍼레이션의 전신 웨스턴 카트리지 컴퍼니에 인수되었다. 윈체스터라는 브랜드명은 올린 코퍼레이션이 지금도 소유하고 있으며 해당 이름으로 탄약을 제조하며, 또한 벨기에의 헤스탈 그룹 - 에르스탈 국립공장과 유타주 오그던의 브라우닝 암즈 컴퍼니 등 2개 자회사에 의해 생산되는 화기에 라이선스를 주고 있다.

## 같이 보기
- 윈체스터 라이플
- 존 브라우닝
- 윈체스터 M1887
- 윈체스터 모델 1894
- 윈체스터 73
- 윈체스터 미스터리 하우스